# 臧人和
臧人和（1928年5月—2011年5月15日），男，山东招远人，中国神经外科专家，曾任南京市鼓楼医院神经外科主任医师、教授，第五、六、七、八届全国政协委员。